# Азербайджан и ОЧЭС
Отношения между Азербайджаном и Организацией черноморского экономического сотрудничества были установлены после восстановления независимости Азербайджана, а именно 25 июня 1992 года, когда был подписан Договор о черноморском экономическом сотрудничестве между 11 государствами. Организация приступила к работе 1 мая 1999 после подписания членами «Босфорского заявления» в Стамбуле. Азербайджан является одним из учредителей организации. Генеральным секретарем ОЧЭС является Майкл Христидис. С 1 января 2015 года Генеральным секретарем Парламентской ассамблеи ОЧЭС является Асаф Гаджиев, представитель Азербайджана.

## Сотрудничество
Азербайджан и ОЧЭС сотрудничают в сфере сельского хозяйства, финансов, образования, культуры, туризма, торговли, транспорта, энергетики, здравоохранения и т.д.
Из-за Карабахского конфликта изначально Азербайджан не мог активно участвовать в работе организации. В первый раз президент Азербайджана принял участие на саммите ОЧЭС 25 октября 1996 года, когда была подписана Московская декларация. На очередной конференции, год спустя, которая прошла 28 апреля в Стамбуле на тему «Новые возможности Черноморского региона», на котором выступил Гейдар Алиев. Азербайджан также принимал участие на встречах глав государств-членов организации в 1998 году в Ялте, в 1999 и 2002 годах в Стамбуле, в рамках которых обсуждались взаимоотношения в различных сферах.
В апреле 2004 года прошла Бакинская встреча министров образования государств-членов ОЧЭС, в рамках которого президент Азербайджана также принял глав делегаций в Президентском дворце.
Отношения между Азербайджаном и организацией в 1992 – 2003 годах характеризуются как консультативные, а с 2003 года в отношениях наступил новый этап – сотрудничество в разных сферах. Хотя и существует тесное сотрудничество в рамках организации, но конфликты между государствами-членами (Азербайджан – Армения, Россия – Грузия, Греция – Турция) и экономический кризис ослабили межгосударственные интеграционные вопросы.
В 2012 году, 26 июня, в Стамбуле состоялся саммит, посвященный 20-летию Организации черноморского экономического сотрудничества, на котором принял участие президент Азербайджана, президент Турции, глава Сербского государства и другие главы государств-членов ОЧЭС.
26 ноября того же года в Баку начал работу 40-е заседание постоянного комитета Парламентской Ассамблеи Организации черноморского экономического сотрудничества. На заседании были обсуждены новые национальные представительства, которые были сформированы в Грузии и в Греции, после выборов, прошедших со времени прошлого заседания. 27 ноября состоялось 40-е заседание Генеральной Ассамблеи ОЧЭС в пленарном зале Национального Собрания Азербайджана.
В 2013 году, в сентябре, в Гяндже состоялось 41-е заседание ОЧЭС Комитет по экономике, торговле, технологии и экологии, на котором участвовали представители из Болгарии, Грузии, Румынии, Украины и Греции. На заседании председателем комитета был назначен представитель из Азербайджана, депутат Милли Меджлиса Муса Гулиев. В декабре того же года делегация Национального Собрания Азербайджана побывала в Грузия, на 42-м собрании организации, в рамках которого прошли межгосударственные встречи и были обсуждены вопросы сотрудничества в разных сферах, начиная от сельского хозяйства и заканчивая глобальным изменением климата.
Азербайджан представляется в Совете директоров и Совете управляющих ОЧЭС.  Азербайджан также принимает участие в проекте Черноморская кольцевая автомагистраль, которая направлена на развитие Черноморского региона и укрепление сотрудничества между государствами-членами.
В феврале 2014 года в Баку был проведен форум на высоком уровне, направленный на привлечение частного сектора на развитие агропровольственной сферы. Организаторами форума выступал Деловой Совет ОЧЭС, Национальная конфедерация предпринимательской организации Азербайджана и ФАО (Продовольственная и сельскохозяйственная организация ООН) при поддержке Министерства Экономики и Министерства Сельского Хозяйства Азербайджана.
3 декабря того же года в Баку начал работу заседание министров по науке и технологиям государств-членов ОЧЭС, в рамках которого был обсужден план сотрудничества государств в сферах науки и технологии на 2014 – 2018 годы. В ходе обсуждения, Азербайджаном был выдвинут проект по строительству трансевразийской суперинформационной магистрали (TASIM), который был поддержан Генеральной Ассамблеей ООН. С 1 июля этого года Азербайджан стал координатором деятельности комиссии ОЧЭС по науке и технологиям и председательствовал комиссии до 2017 года.
25 апреля 2017 года в Национальном Собрании Азербайджана прошло 48-е заседание Комитета по культуре, образованию и социальным вопросам Парламентской Ассамблеи Организации черноморского экономического сотрудничества. На заседании были обсуждены вопросы развития многостороннего сотрудничества в культурной, образовательной и социальной сферах.

В одном из своих интервью генеральный секретарь ОЧЭС Майкл Кристидес отметил, что среди приоритетов ОЧЭС одним из главных является реализация проектов транспортной и дорожной инфраструктуры.
"С этой точки зрения я расцениваю проект железной дороги Баку-Тбилиси-Карс как выгодную возможность для налаживания экономических отношений между странами черноморского бассейна в новой плоскости. И действительно, Азербайджан, являясь основным инициатором этого глобального проекта, стал самым надежным транспортным коридором между европейским и азиатским континентами",- сказал Кристидес.
22 мая 2017 года в Стамбуле был проведен очередной Саммит ОЧЭС, на котором была принята Совместная декларация. В декларации было отмечено, что со второй половины 2018 года председательство в ОЧЭС перейдет к Азербайджану.

## См.также
- Внешняя политика Азербайджана
- Азербайджан и Организация исламского сотрудничества
- Азербайджан и Организация по безопасности и сотрудничеству в Европе
- Азербайджан и Европейский союз
- Азербайджан и НАТО

## Внешние ссылки
- Официальная страница организации Архивная копия от 28 мая 2018 на Wayback Machine